# Chonos

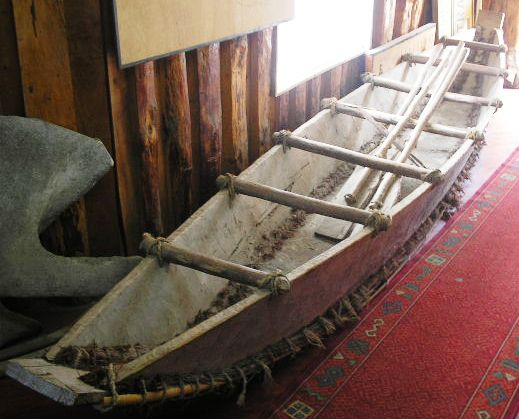
Reconstitution d'une embarcation chono.

Localisation des peuples amérindiens du Chili.

Les Chonos sont un peuple amérindien  nomade disparu qui habitait le sud du Chili entre l'île de Chiloé et la péninsule de Taitao. Ces chasseurs-cueilleurs organisés en petits groupes se déplaçaient dans des pirogues, les dalcas, en utilisant la voile et la rame. Ils vivaient de la chasse aux phoques, de la pêche ainsi que de la collecte des coquillages et des algues. Ils circulaient dans les canaux entre les îles des archipel des Chonos et archipel de las Guaitecas et  construisaient des abris provisoires à terre. Après la conquête de l'île de Chiloé  par les Espagnols et la mise en place du système de l'encomienda en 1657, les échanges entre ces amérindiens et les Espagnols se sont multipliés. Les jésuites ont persuadé une partie de la population de se sédentariser dans l'île de Guar à l'entrée du canal de Chacao mais cette tentative s'est soldée au bout de quelques décennies par un échec. En tant que peuple les Chonos ont progressivement disparu au cours du XVIIIe siècle sous l'effet d'un métissage croissant avec les habitants de Chiloé et d'un phénomène d'acculturation.